# 金沛晟
金沛晟（1976年8月22日—），曾用名金沛辰，原名莫昌成。 馬來西亞男藝人，能講流利的華語、客家語、粵語、英語、馬來語。2010年在台灣成立經紀公司「紅元素娛樂」，並拍攝電影《宅男女神殺人狂》、《最完美的女孩》。2015年《宅男女神殺人狂》傳出小模熙「八萬奶頭」事件，遭網友揚言抵制。曾於微博堅持台灣不是中國大陸的一部份。2018年、2019年傳出欠薪紅元素娛樂員工及欠款多人（Twinko團員等），離開台灣，至中國大陸深圳發展。2019年於中國大陸執導電影《震撼擂台》。

## 作品

### 電影
- 2000年《七條命》 （與李修賢合演）
- 2000年《黑社會.com》 （與呂頌賢合演）
- 2000年《鬼同你有緣》 （與黃秋生合演）

### 戲劇作品
- 1998年《一帆風順》 （與尹天照合演）
- 2001年中視《新蜀山劍俠》
- 2002年亞視《暴風型警》飾演莫昌誠
- 2003年亞視《萬家燈火》飾演高進
- 2003年亞視《俠膽醫神》飾演梁挺
- 2004年衛視中文台《第8號當舖》飾演高寒
- 2004年亞視《我和殭屍有個約會III之永恆國度》飾演徐流星，Nick
- 2005年《白色情人夢》飾演童宇翔
- 2005年中國大陸《徽娘宛心》飾演吳慧明
- 2006年衛視中文台《天使情人》
- 2006年台視，三立都會台《愛情經紀約》飾演太司
- 2008年大愛《情緣路》
- 2009年NTV7、新傳媒 《快樂一家》
- 2010年新傳媒《過好年》
- 2010年公視《藍海1加1》
- 2011年台視《犀利人妻》（客串）
- 2012年民視《廉政英雄》飾 楊明泰
- 2012年NTV7《庭外和解》飾 洛有為
- 2012年三立台灣台《阿爸的願望》飾 趙毅仙(杜敬學)
- 2012年中視《求愛365》飾 楊博文
- 2014年中視《月亮上的幸福》飾 李志瑋&周志玮

### 監製兼編劇作品
- 2012年中視週五偶像劇《求愛365》

### 執導電影作品
- 2015年《野狼與瑪莉》(與鄭健和聯合執導)
- 2016年《最完美的女孩》
- 2019年《震撼擂台》

### 專輯
- 2003年 友一點愛《俠膽醫神-插曲》 （粵語） 演唱：陳煒 (香港) / 金沛辰
- 2006年《愛情經紀約》-《想戀愛》 (許紹洋 / 金沛晟)

## 外部連結
- 金沛晟 金沛晟的Facebook專頁
- Remus金沛晟的新浪微博
- 莫昌成在香港影庫上的簡介
- 金沛晟在香港影庫上的簡介